# Puig Sec (Pyrénées-Orientales)
Pour les articles homonymes, voir Puig Sec.
Le puig Sec est l'un des principaux sommets du massif du Canigou, dans les Pyrénées, culminant à 2 665 m d'altitude dans les Pyrénées-Orientales.

## Géographie
Le puig Sec culmine à 2 665 m d'altitude au sud du pic du Canigou (2 784 m, point culminant du massif) et de la crête du Barbet (2 748 m), desquels il est séparé par un col appelé porteille de Valmanya. Son sommet sépare les communes de Valmanya et de Casteil, dans le département des Pyrénées-Orientales.